# Coreen Grant
Pour les articles homonymes, voir Grant.
Pas d'image ? Cliquez ici

a Compétitions nationales et continentales officielles uniquement.

b Matchs officiels uniquement.
Dernière mise à jour le 31 mai 2025.
Coreen Grant, née le 30 janvier 1998 à Édimbourg (Écosse), est une joueuse internationale écossaise de rugby à XV évoluant aux postes d'ailier ou centre. Elle joue en Championnat d'Angleterre aux Harlequins.

## Biographie
Coreen Grant naît le 30 janvier 1998 à Édimbourg en Écosse. Elle commence la pratique du rugby à XV à onze ans, en scolaire. Elle vit trois ans aux États-Unis où elle s'essaye au football américain.
Elle devient internationale écossaise lors du Tournoi des Six Nations 2021, contre l'Italie.
En 2022, elle évolue en club aux Saracens avec qui elle remporte le titre national. Elle n'a qu'une sélection en équipe d'Écosse quand elle est retenue en septembre 2022 pour disputer la Coupe du monde en Nouvelle-Zélande.
À l'automne 2023, Coreen Grant remporte avec l'équipe d'Écosse la première édition du WXV 2 organisé en Afrique du Sud,. Au mois de février, elle renforce ponctuellement les Glasgow Warriors en Celtic Challenge. Sélectionnée pour le Six Nations 2024, elle est nommée joueuse du match contre le pays de Galles.
En 2024-2025, elle est sélectionnée pour le WXV. Trainant depuis cinq ans une blessure au genou (cartilages), elle se fait opérer au mois de février et rate le Six Nations 2025 et ne joue que cinq matchs avec les Saracens.[réf. nécessaire] En fin de saison, elle signe aux Harlequins.

## Palmarès

### En club
- Vainqueur du Championnat d'Angleterre en 2022.

### En équipe nationale
- Vainqueur du WXV 2 en 2023.